# Omiodes chrysampyx
Omiodes chrysampyx is een vlinder uit de familie van de grasmotten (Crambidae). De wetenschappelijke naam van deze soort is voor het eerst voorgesteld als Sylepta chrysampyx door Alfred Jefferis Turner in een publicatie uit 1908.
De soort komt voor in Australië (Queensland).